# Android Automotive
Android Automotive (також Android Automotive OS або AAOS) — варіація операційної системи Android, спеціально для його використання в панелі приладів автомобіля. Представлена в березні 2017 року платформа була розроблена Google та Intel разом із виробниками автомобілів, такими як Volvo та Audi. Проєкт спрямований на створення кодової бази операційної системи для виробників транспортних засобів для розробки власної версії операційної системи. Окрім завдань інформаційно-розважальних програм, таких як обмін повідомленнями, навігація та відтворення музики, операційна система спрямована на управління специфічними функціями автомобіля, такими як управління кондиціонером.  
На відміну від Android Auto, Android Automotive — це повноцінна операційна система, що працює на пристрої автомобіля, не покладаючись на зовнішній пристрій для роботи.

## Історія
Операційна система вперше була анонсована Google у березні 2017 року. 
У лютому 2018 року Polestar (бренд Volvo для електричних автомобілів) анонсував Polestar 2, перший автомобіль із вбудованим Android Automotive, який очікується до випуску в 2020 році. 
У квітні 2019 року Google відкрив API для розробників, щоб почати розробку додатків для Android Automotive.
У вересні 2019 року General Motors оголосили, що використовуватимуть Android Automotive для інформаційно-розважальних систем у своїх автомобілях, починаючи з 2021 року.
У липні 2020 року Groupe PSA оголосила, що з 2023 року буде оснащувати свої інформаційно-розважальні системи операційною системою Android Automotive.